# Sébastien Roth
Pour les articles homonymes, voir Roth.
Sébastien Roth, né le 1er avril 1978, à Boncourt, est un footballeur suisse, qui a évolué au poste de gardien de but pour le club de Étoile Carouge FC pour son dernier club.

## Biographie

### En club
Né le 1er avril 1978, à Boncourt, Sébastien Roth commence sa carrière aux SR Delémont en 1994. Il y reste jusqu'en 1997. Il part ensuite au FC Soleure. En 2000, il signe au Servette FC. 
En 2005, à la suite de la faillite du Servette FC, il tente l'aventure en France au FC Lorient, en fin de contrat il rentre en Suisse, au Yverdon-Sport FC en 2006 avant de se retrouver au chômage. 
Il jouera par la suite dans des clubs de Challenge League (2e division suisse) à Schaffhouse et Le Mont sur Lausanne. Il terminera sa carrière à l'Étoile Carouge, fêtant la promotion en Challenge league, actuellement club de 3e Division Suisse, à la fin de la saison 2012/2013, et devient par la suite l'entraîneur des gardiens de ce même club ainsi que de la formation du partenariat Servette FC-Étoile Carouge.
Actuellement, il est entraîneur de gardiens amateurs (FC Versoix et US Terre-Sainte) et responsable du secteur gardiens de but au FC Versoix (mise en place d'entrainements spécifiques pour toutes les catégories). Il est diplômé en tant qu'entraîneur de gardien auprès de l'ASF.

### En sélection
Il sera sélectionné avec toutes les équipes nationales juniors et participera, entre autres, au championnat d'Europe M-16 en Irlande. 
Il sera ensuite le gardien de la sélection M-21. 
Roth est retenu par Köbi Kuhn, en équipe de Suisse comme 3e gardien lors de l'Euro 2004 en raison de la blessure de Fabrice Borer. Mais à la suite du retrait de Jörg Stiel, il devient la doublure de Pascal Zuberbühler, entre 2004 et 2005 lors des qualifications pour la Coupe du Monde 2006. 
Par la suite, il perd sa place au profit de Fabio Coltorti. Il n'est pas retenu pour la Coupe du monde 2006.